# Stapelplaats
Een stapelplaats is een plaats waarheen alle exportproducten van een bepaalde soort werden gebracht om van daaruit verder te worden verhandeld. Het was de landsheer die dit stapelrecht verleende. Een stapelplaats was meestal gelokaliseerd in of tegen een haven, omdat vandaar de meeste goederen werden in- en uitgevoerd.
Bekendste voorbeeld in het buitenland is de Engelse wolstapel te Calais (1363), waar vanuit de Merchants of the Staple handelden. In Holland is minstens even bekend het stapelrecht dat graaf Willem IV van Holland rond 1340 verleende aan Dordrecht. De aan de Hanze gelieerde handelsstad ontving het monopolie op de overslag van alle goederen die over de Beneden-Maas werden aangevoerd. De woede van de andere Zuid-Hollandse steden hierover was een van de oorzaken van het begin in 1350 van de Hoekse en Kabeljauwse twisten. Het Vlaamse Brugge en het Brabantse Antwerpen waren, elkaar afwisselend, lange tijd stapelplaats voor de Engelse wol.
In Zeeland verwierf Veere in 1541 de stapelrechten van Schotse wol. Het stadje dankte hieraan een bloei die duurde totdat Napoleons Continentaal stelsel hieraan een einde maakte.